# Aigua de Lorda

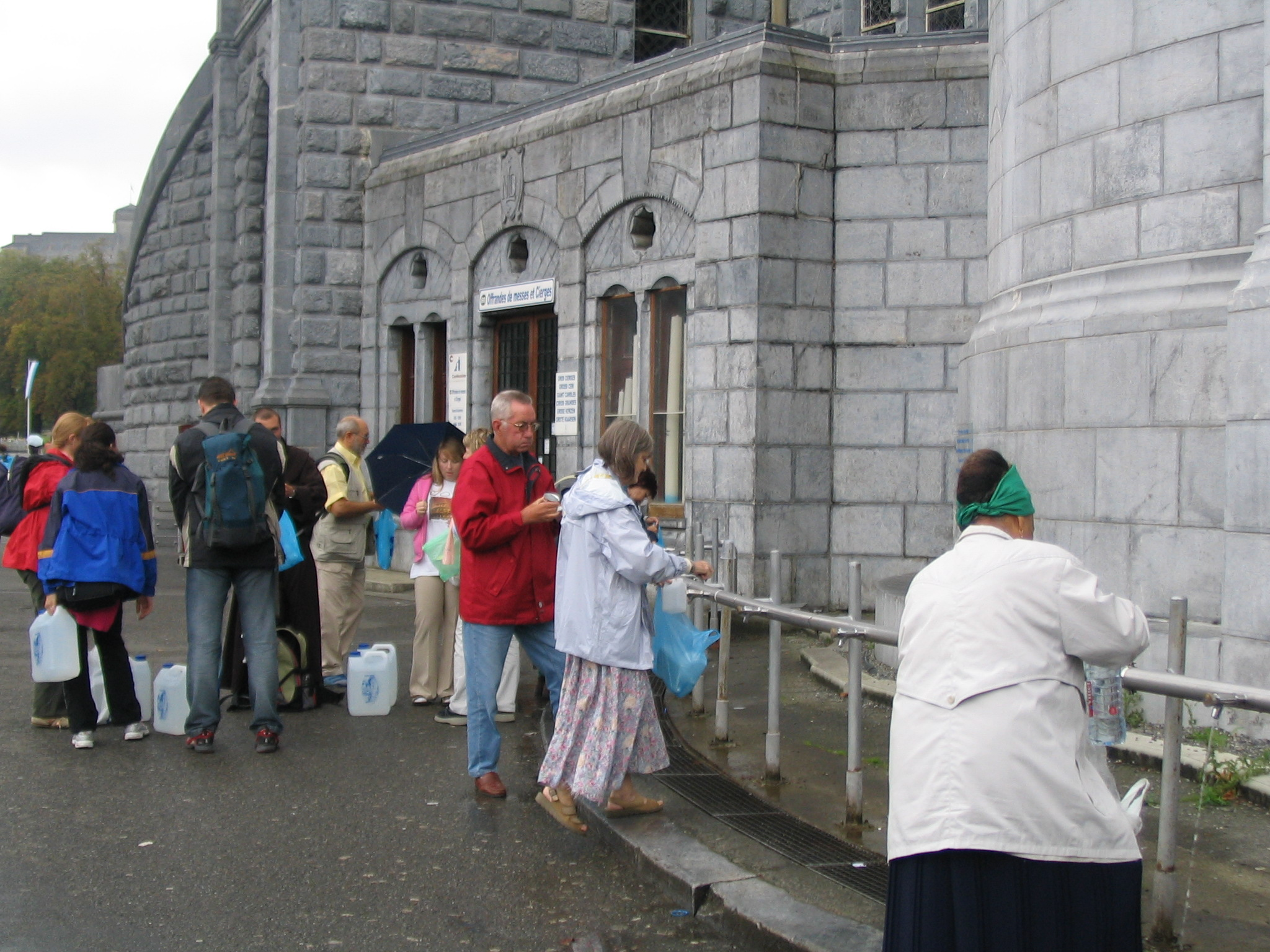
Pelegrins omplint ampolles amb aigua de Lorda

L'aigua de Lorda prové d'una font descoberta per Bernadette Soubirous a l'interior de la gruta de Massavielha, com a part de les aparicions de Lorda. Bernadette Soubirous va dir que la Verge li va dir: «Vine a beure a la font i a rentar-te».
Aquesta aigua, considerada miraculosa, està disponible gratuïtament en els espais del santuari. No obstant això, els comerciants de la ciutat venen ampolles per agafar l'aigua de Lorda, i s'ha desenvolupat un comerç junt amb altres diversos records a les botigues de souvenirs.

## Anàlisi química de l'aigua
L'anàlisi de l'aigua va ser encarregat per Anselme Lacadé l'any 1858. Va ser fet per un professor a Tolosa, que va determinar que l'aigua era potable i que contenia els següents elements: oxigen, nitrogen, àcid carbònic, carbonat de calci, carbonat de magnesi, un rastre de carbonat de ferro, un carbonat alcalí o silicat, clorur de potassi, clorur de sodi, i traces de sulfat de potassi, sulfat de sodi, amoníac i de iode.
Essencialment, l'aigua és bastant pura i inerta. Lacadé esperava que l'aigua de Lorda tingués propietats minerals especials que li permetessin desenvolupar Lorda en una ciutat balneari, per competir amb les veïnes Cautarés i Bagnères-de-Bigorre.

## Els banys
Les constructores locals van construir les primeres instal·lacions improvisades de banys en la dècada del 1850. Fins a 1880 només hi havia dues basses, omplertes per una bomba manual. El 1880, es va construir una casa de bany de fusta amb catorze banyeres (conegudes com a «piscines»).
L'escriptor francès Émile Zola va visitar el Santuari el 1891 i de nou el 1892. Va escriure:
| « | I l'aigua no era exactament convidadora. Els pares de la Gruta temien que la producció de la primavera fos insuficient, per la qual cosa, en aquells dies, l'aigua a les «piscines» es va canviar només dues vegades al dia. Com que uns quants pacients van passar per la mateixa aigua, es pot imaginar quins horribles vessaments hi havia al final. Hi havia de tot: fils de sang, pell cremada, costelles, trossos de tela i embenats, una sopa abominable de mals ... el miracle era que algú pogués sortir viu d'aquest llot humà. | » |

Durant la peregrinació del jubileu de 1897 a Lorda, el sacerdot François Picard tenia set després d'un llarg dia. En comptes de beure aigua dolça, va demanar a un assistent que li omplis el got d'aigua d'una banyera, molt contaminada pels pelegrins malalts que s'havien immers en ella. «Quan el pare va rebre [l'aigua], va fer el signe de la creu i va beure lentament, fins al final. Després, va retornar la copa i va concloure amb un somriure: L'aigua de la bona Mare del Cel és sempre deliciosa».
El següent conjunt de banyeres es va completar el 1891 i es van enrajolar de color blau de la Verge. Aquest edifici estava situat a prop d'on es troben les aixetes de l'aigua i es pot veure en fotografies antigues del Domini.
Els banys actuals van ser construïts el 1955 i actualitzats en 1972 i 1980. Hi ha disset banyeres separades, onze per a dones i sis per a homes, i dues de més petites per als nens. Cada any, unes 350.000 persones utilitzen els banys.
L'aigua no s'escalfa i sol ser freda; la temperatura és d'uns 12 °C de mitjana. La immersió dura aproximadament un minut, durant la qual es reciten les oracions i es fomenta la veneració d'una estàtua de la Verge. Els pelegrins hàbils són auxiliats per un o dos assistents voluntaris, però els pelegrins immòbils de vegades necessiten molta més ajuda física. L'aigua de cada banyera s'omple i s'actualitza constantment mitjançant una bomba. Actualment circula de forma constant i es purifica per irradiació.

## En l'actualitat

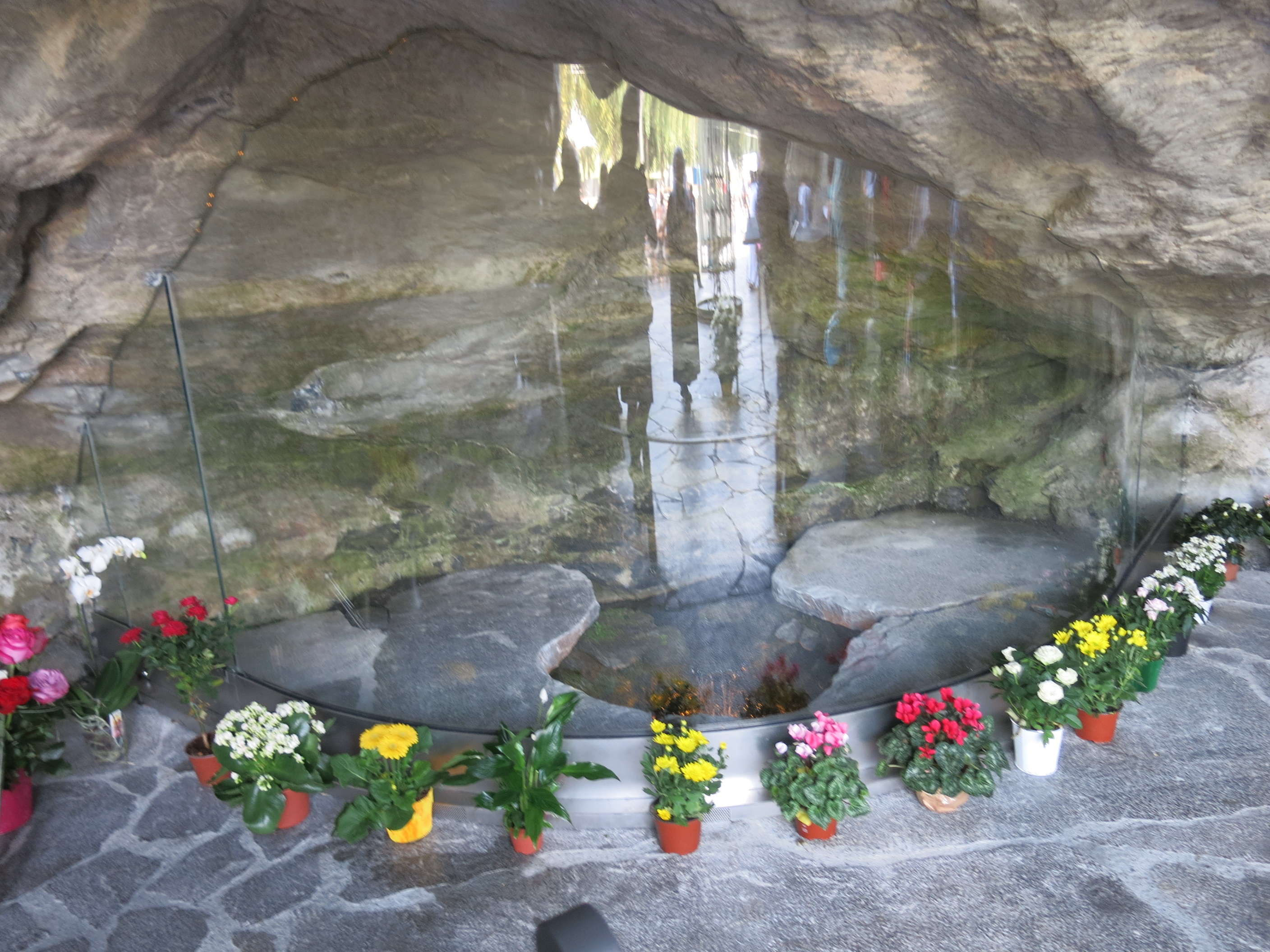
Font de la gruta de Massavielha, després de la reforma posterior a la inundació de 2013

L'aigua de Lorda flueix des d'una font de la Gruta, al mateix lloc on va ser descoberta per Bernadette. Com a màxim, l'aigua flueix a 40 litres per minut. L'aigua es recull en una cisterna i es distribueix a través d'un sistema d'aixetes prop del santuari, on els pelegrins poden beure o recollir-la en ampolles o altres recipients per portar-la amb ells. La font original es pot veure a la Gruta, il·luminada des de baix, i protegida per una pantalla de vidre.
Durant els últims anys el sistema d'aixetes s'ha anat modificant progressivament. A partir de 2008, l'aigua es distribueix a partir d'una sèrie de canalitzacions en pedra en un cercle al voltant de la base d'una de les torres més petites de la basílica superior.
L'any 2002 es va introduir el Water Walk, a través del riu Gave i una mica més avall de la Gruta. Consisteix en una sèrie de nou estacions on hi ha una petita font d'aigua de Lorda. Les estacions formen una passarel·la al llarg del Gave que es pot seguir en qualsevol direcció. Mentre caminen, els pelegrins són convidats a rentar-se o beure, i meditar sobre passatges de la Bíblia. Cada estació porta un dels títols de la Mare de Déu, com ara «Reina dels Apòstols», «Mare del Bon Assessor» i «Nostra Senyora de la Llum».
Tradicionalment, els pelegrins recullen litres d'aigua de les aixetes que es donen a la família i als amics que no poden fer el viatge a Lorda. A partir de l'estiu de 2007, els passatgers de Mistral Air en peregrinació a Lorda tenen prohibit portar recipients d'aigua en l'avió. Els funcionaris de l'aeroport de Tarba van dir que això estava d'acord amb les noves regulacions antiterroristes sobre líquids després del Projecte d'atemptats a les companyies aèries transatlàntiques de 2006.

## Les suposades propietats medicinals
Molts creients experimenten l'aigua de Lorda com a ajuda per millorar la seva salut, però hi ha el risc que els malalts deixin de prendre els tractaments mèdics basats científicament si tenen massa confiança en l'aigua com a placebo. La mateixa santa Bernadette va dir que la gent es curaria amb la fe i les oracions.

## Les 69 guaricions miraculoses reconegudes per l'Església Catòlica

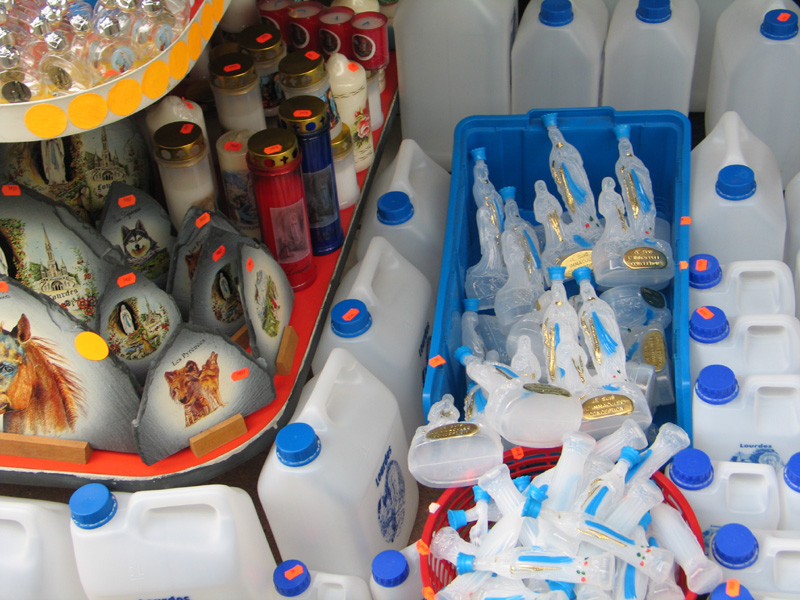
Recipients destinats per recollir l'aigua de la gruta

Moltes persones afirmen que s'han guarit a Lorda. En 1884, l'Església Catòlica va establir una estructura anomenada «Oficina de les constatacions mèdiques]]» per examinar les declaracions. Aquesta oficina és molt conservadora; només que hagués un cas autentificat erròniament i després negat per la medicina podria tenir greus conseqüències en la fe dels creients. El procés d'autenticació passa per tres etapes:
- Examen per l'Oficina mèdica de Lorda.
- Transferència a l'Oficina mèdica internacional.
- Investigació per la diòcesi d'origen de la persona guarida.

La diòcesi d'origen de la persona guarida decideix sobre l'estat de miracle. El significat a donar de la guarició és llavors la guia principal del bisbe en qüestió (que ha de ser un «signe de Déu» i no una simple guarició).
Fins a la data, 69 guaricions ha rebut l'estatus de «guarició miraculosa» després d'un procés que pot durar diversos anys.
La solemne benedicció per part de sacerdots i bisbes és un dels ritus més esperats pels pelegrins. Alguns pacients s'han curat en aquest moment precís, altres bevent aigua de la font, orant a la cova o, més freqüentment, després de nedar a la piscina.

## L'examen científic dels guariments
Només les dues primeres etapes tenen un caràcter veritablement científic (l'últim pas és essencialment de naturalesa religiosa) i condueixen a una possible declaració de l'Oficina de les constatacions mèdiques sobre el caràcter no explicable científicament en el moment de la guarició. En aquesta etapa, els metges convidats a parlar i a opinar no es limita només als metges catòlics; qualsevol metge pot intentar oferir una explicació natural per a la guarició.
Els criteris bàsics revisats per l'Oficina de les constatacions mèdiques són:
- La malaltia ha d'haver estat autentificada i el diagnòstic confirmat abans de la suposada guarició.
- El pronòstic ha de ser totalment clar per als metges (inclòs quan es tracta d'una lesió permanent o d'un pronòstic de mort).
- La guarició ha de ser completa, immediata, sense convalescència, definitiva i sense recaigudes.
- Cap dels tractaments pot ser considerat com la causa de la guarició, ni que l'hagin contribuït.

Aquests criteris estrictes eliminen ràpidament la immensa majoria de les declaracions abans de l'examen per les autoritats religioses, com ho demostren els registres guardats a l'Oficina mèdica i de lliure disposició (i aquesta situació està en oposició amb algunes formes de fe popular).

## Les estadístiques oficials de l'Església Catòlica
La meitat dels miracles van ser reconeguts al curs de sis anys successius sota el pontificat del Papa Pius X, que el 1905 va aclarir les condicions del procés canònic a tenir en cada cúria diocesana. L'oficina de les constatacions mèdiques, fundada el 1884 pel Doctor Dunot de Saint-Maclou, és en si mateixa responsable d'informar les autoritats eclesiàstiques sobre els guariments mèdics que semblen inexplicables, i l'Església es pronuncia sobre qualitat miraculosa dels guariments.
Els guariments per períodes (xifres oficials de l'Església Catòlica) :
- 1858-1870: 7
- 1908-1913: 33 (sota Pius X)
- 1946-1965: 22
- 1976-1978: 2
- 1989: 1
- 1999: 1
- 2005: 1
- 2011: 1

Distribució per pontificat del reconeixement del miracle:
- Pius IX: els 7 guariments de 1858 reconeguts en 1862 pel bisbe de Tarba. No hi ha cap guarició reconeguda a partir de llavors.
- Pius X: 33
- Pius XII: 15
- Joan XXIII: 5
- Pau VI: 4
- Joan Pau II: 2
- Benet XVI: 2

Distribució per país d'origen del miracle:
| País     | Nombre de guariments |
| -------- | -------------------- |
| França   | 56                   |
| Itàlia   | 6                    |
| Bèlgica  | 3                    |
| Alemanya | 1                    |
| Austria  | 1                    |
| Suïssa   | 1                    |

Distribució per sexe: 
| Sexe  | Nombre de guariments |
| ----- | -------------------- |
| Homes | 13                   |
| Dones | 55                   |

## L'evolució dels miracles
Cal assenyalar que el nombre de miracles reconeguts per l'Església Catòlica a Lorda ha disminuït significativament en comparació amb el que era al principi del segle xx. Sense certesa en aquesta àrea, podem fer algunes observacions que podrien explicar, almenys en part:
- El criteri de l'absència de tractament, en els segles anteriors, actualment és rarament satisfet amb la generalització de les teràpies.
- Algunes malalties que antigament eren considerades impossibles de curar actualment tenen tractaments almenys parcialment eficaços.
- L'església s'ha convertit probablement una mica més crítica sobre els miracles que en altres èpoques.
- Els guariments que abans eren inexplicables actualment són explicables científicament.
- Els pelegrins venen a buscar més un «guariment interior» que no pas una guarició física (evolució de les opinions i la fe a l'Europa occidental).

El Monsenyor Jacques Perrier, bisbe de Tarba i Lorda, va resumir el 17 de març de 2003, la notificació dels seus superiors:
| « | L'actitud actual dels metges és molt respectuosa amb el Magisteri de l'Església. Com a cristians, saben que el miracle és un signe espiritual. Ells no volen fer de jutges. D'altra banda, per a una ment moderna, és difícil dir sobre qualsevol realitat en absolut, és inexplicable. Només podem dir que fins al moment és inexplicable. | » |